# Eveltó
Eveltó (Evelthon, Εὐέλθων) fou rei de Salamina de Xipre. Quan el rei Arcesilau III fou expulsat de Cirene (515 aC), la seva mare Feretime va fugir a la cort d'Eveltó i li va demanar un exèrcit per ajudar a restaurar al seu fill. Eveltó va enviar a Feretime uns regals, però no va mobilitzar cap exèrcit.